# 89th Airlift Wing

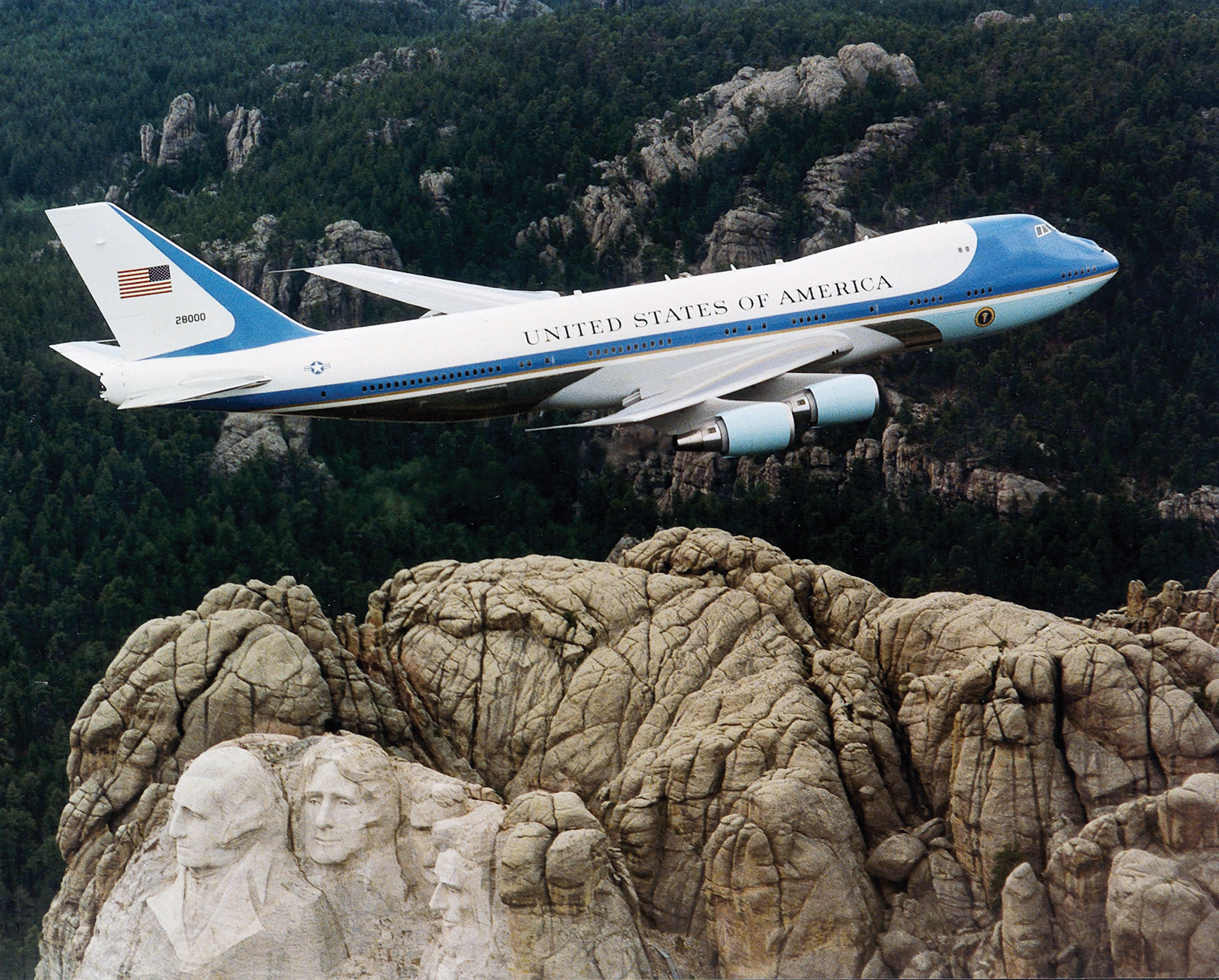
L'avion du président américain "Air Force One" en vol au dessus du mont Rushmore.

La 89th Airlift Wing (89 AW) de l'United States Air Force ou en français 89e escadron de transport aérien a été créée en 1942. Actuellement elle fournit les transports des missions aériennes spéciales (Special Air Mission ou SAM) et la logistique et les communications afférentes pour le président des États-Unis, le vice-président, les commandants militaires et d'autres personnalités gouvernementales américaines et le système de mobilité globale demandé par la Maison-Blanche, le chef d'état-major de l'US Air Force et l'Air Mobility Command.
La 89e est basée à la base aérienne d'Andrews dans le Maryland, dans la grande banlieue de Washington et comprend plus de 1000 personnes.

## Appareils
- Air Force One
- Boeing C-32
- Boeing C-40 Clipper